# Armin Hermann
Armin Hermann (* 17. Juni 1933 in Vernon, British Columbia, Kanada; † 12. Februar 2024 in Hausham-Oberstarz) war ein deutscher Physiker und Wissenschaftshistoriker.

## Leben und Wirken
Hermann wurde in Kanada geboren, wuchs aber in Oberbayern auf. Schon als Student an der Universität München schrieb er Zeitungsartikel (für die FAZ und den Münchner Merkur) über große Physiker und Chemiker, woraus 1959 und 1960 seine ersten Bücher entstanden. Er promovierte 1963 in theoretischer Physik (zum Thema Motteffekt an Elementarteilchen und Kernen mit elektromagnetischer Struktur) an der Universität München und war einige Jahre am DESY. Er wechselte aber schon bald zur Wissenschaftshistorie und wurde Assistent bei Friedrich Klemm am Forschungsinstitut des Deutschen Museums in München und habilitierte sich 1968 in Geschichte der Naturwissenschaften an der Universität München, mit einer Arbeit, die in mehrere Sprachen übersetzt wurde (Frühgeschichte der Quantentheorie).
Sie verschaffte ihm auch mehrere Rufe an Universitäten auf eine Professorenstelle, unter anderem nach Stuttgart und nach Kopenhagen (wo er das Angebot hatte, als Visiting Professor die Schriften von Niels Bohr herauszubringen). Von 1968 bis zu seiner Emeritierung 2001 war er Professor für Geschichte der Naturwissenschaften und Technik (ein damals neu geschaffener Lehrstuhl) an der Universität Stuttgart. Von 1972 bis 1973 war er Dekan der Fakultät Geschichts-, Sozial- und Wirtschaftswissenschaften. Er schrieb unter anderem Biographien von Max Planck, Werner Heisenberg und Albert Einstein. 1972 verfasste er mit Mitarbeitern ein Lexikon der Physikgeschichte, das mehrfach neu aufgelegt wurde.
In den Jahren 1962 bis 1969 gab er wichtige Quellen z. B. zur Quantentheorie wie die Arbeiten Erwin Schrödingers zur Wellenmechanik in einer Reihe Dokumente der Naturwissenschaften im Battenberg Verlag heraus. Er gab mit Karl von Meyenn 1979 bis 1985 den sehr umfangreichen wissenschaftlichen Briefwechsel von Wolfgang Pauli heraus und außerdem unter anderem Briefe von Einstein und Vorträge von Planck. Er befasste sich auch mit der Physik bei den Romantikern.
Im Auftrag der Georg-Agricola-Gesellschaft fungierte er gemeinsam mit Wilhelm Dettmering und Charlotte Schönbeck als Gesamtherausgeber des zehnbändigen Sammelwerks Technik und Kultur und veröffentlichte zusammen mit dieser als Band 3 Technik und Wissenschaft sowie zusammen mit Hans-Peter Sang als Band 9 Technik und Staat.
Nachdem der baden-württembergische Ministerpräsident Lothar Späth 1978 den Plan zur Gründung eines landesweiten Technikmuseums bekannt gab, sprach Hermann 1979 öffentlich über dessen Notwendigkeit und arbeitete für das Staatsministerium eine Denkschrift aus, die in Konsequenz zur Gründung des Landesmuseums für Technik und Arbeit in Mannheim führte. Hermann hatte von 1979 und 1999 den Vorsitz des Beirats des Museums des Museums inne.

## Zitat
„Ihre selbstgestellte Doppelaufgabe – erforschen was die Welt im Innersten zusammenhält und technische Anwendung der Erkenntnis – hat die neuzeitliche Naturwissenschaft geradezu glänzend erfüllt. [...]
Die Wissenschaft hat die Macht des Menschen unermeßlich gesteigert. Der Mensch ist heute zur größten Gefahr für den Menschen geworden.“

## Schriften (Auswahl)

### Als Autor
Aufsätze
- Albert Einstein (1879–1955). In: Karl von Meyenn (Hrsg.): Die großen Physiker. Bd. 2: Von Maxwell bis Gell-Mann. Beck, München 1997, S. 227–248, ISBN 3-406-41149-5.
- Wissen ist Macht. Die Gründung der Max-Planck-Gesellschaft. In: Kultur & Technik. Bd. 14 (1990), S. 60–61, ISSN 0344-5690.
- Der Weltweise und sein unwürdiger Antipode. Albert Einstein und Paul Weyland. In: Damals. Bd. 27 (1995), S. 65–69, ISSN 0011-5908.
- Arnold Sommerfeld. In: Laetitia Boehm (Hrsg.): Die Ludwig-Maximilians-Universität in ihren Fakultäten. Bd. 1. Duncker & Humblot, Berlin 1972, S. 435–451, ISBN 3-428-02702-7.

Biographien
- Max Planck. Mit Selbstzeugnissen und Bilddokumenten. (Rowohlts Monographien). 8. Aufl. Rowohlt, Reinbek 2005, ISBN 3-499-50198-8 (EA 1973).
- Werner Heisenberg. Mit Selbstzeugnissen und Bilddokumenten. (Rowohlts Monographien). 8. Aufl. Rowohlt, Reinbek 2007, ISBN 978-3-499-50240-8 (EA 1976).
- Einstein, der Weltweise und sein Jahrhundert. Eine Biographie. 2. Aufl. Piper, München 2005, ISBN 3-492-24036-4 (EA 1994).
- Karl Wirtz – Leben und Werk. „Eine weit überragende physikalische Begabung“. Schattauer, Stuttgart 2007, ISBN 978-3-7945-2518-8.

Darstellungen
- Die Jahrhundertwissenschaft. Werner Heisenberg und die Geschichte der Atomphysik. Rowohlt, Reinbek 1993, ISBN 3-499-19318-3 (EA 1977).
- Frühgeschichte der Quantentheorie 1899–1913. Physik Verlag, Mosbach in Baden 1969 (zugl. Habilitationsschrift, Universität München).
- Carl Zeiss. Die abenteuerliche Geschichte einer deutschen Firma. Piper, München 1992, ISBN 3-492-11265-X (EA 1989: Nur der Name war geblieben. Die abenteuerliche Geschichte der Firma Carl Zeiss.).
- Und trotzdem Brüder? Die deutsch-deutsche Geschichte der Firma Carl Zeiss. Piper, München 2002, ISBN 3-492-23821-1.
- Jena und die Jenoptik. Vom Kombinat zum Global Player. Econ, Düsseldorf 1998, ISBN 3-430-14461-2.
- 75 Jahre Vereinigung von Freunden der Universität Stuttgart 1923–1998. Stuttgart 1998 (Festschrift zusammen mit Michael Schaaf)
- Weltreich der Physik. Von Galilei bis Heisenberg. 5. Aufl. Stuttgart 1991, ISBN 3-928186-04-3 (EA 1980).
- Der Weg in das Atomzeitalter. Physik wird Weltgeschichte. 2. Aufl. Moos Verlag, München 1986, ISBN 3-89164-021-8 (EA 1979: Die neue Physik. Der Weg ins Atomzeitalter.).
- Wie die Wissenschaft ihre Unschuld verlor. Macht und Mißbrauch der Forscher. Ullstein, Frankfurt/M. 1984, ISBN 3-548-34204-3 (EA 1982).
- Große Physiker. Vom Werden des neuen Weltbildes. 4. Aufl. Battenberg Verlag, Stuttgart 1960.
- Von der Alchemie zur Grossynthese. Große Chemiker. 3. Aufl. Battenberg Verlag, München 1969 (EA 1959: Große Chemiker.).

### Als Herausgeber
- Lexikon Geschichte der Physik A–Z. Biographien und Sachwörter, Originalschriften und Sekundärliteratur. 4. Aufl. Aulis Verlag, Köln 2007, ISBN 978-3-7614-2694-4 (EA 1972).[7]
- The history of CERN. North Holland, Amsterdam 1987, 1990 (2 Bde.).[8]

1. Launching the European Organization for Nuclear Research. 1987, ISBN 0-444-87037-7.
2. Building and running the laboratory. 1954–1965. 1990, ISBN 0-444-88207-3.

- Deutsche Nobelpreisträger. Deutsche Beiträge zur Natur- und Geisteswissenschaft, dargestellt am Beispiel der Nobelpreisverleihungen für Frieden, Literatur, Medizin, Physik und Chemie. 4. Aufl. Moos Verlag, München 1986, ISBN 3-89164-022-6 (EA 1968).
- Einstein anekdotisch. Ein Genie zum Lachen. Kindler, München 1970 (zusammen mit Steffi Hermann).
- Arnold Sommerfeld, Albert Einstein Briefwechsel. 60 Briefe aus dem Goldenen Zeitalter der modernen Physik. Schwabe, Stuttgart 1968.
- Dokumente der Naturwissenschaften/Abteilung Physik. Battenberg Verlag, München 1962/69 (6 Bde.).
  - Bd. 6: Der Stark-Effekt. 1965.
  - Bd. 8: Die Quantentheorie der spezifischen Wärme. 1967.
  - Bd. 9: James Franck und Gustav Hertz: Die Elektronenstoßversuche. 1967.
  - Bd. 10: Arthur Erich Haas: Der erste Quantensatz für das Atom. 1965.
  - Bd. 11: Max Planck: Die Entdeckung des Wirkungsquantums. 1969.
  - Bd. 12: Max Planck: Die Quantenhypothese.
- Johann Wilhelm Ritter. Briefe eines romantischen Physikers. Moos Verlag, München 1966 (zusammen mit Friedrich Klemm).
- Technik und Wissenschaft. Düsseldorf, VDI-Verlag, 1991 (zusammen mit Charlotte Schönbeck).